# Mercedes-Benz SSK
Mercedes-Benz SKK je Mercedesov dirkalnik, ki je bil v uporabi med sezonama 1928 in 1937, ko sta z njim prvotno dirkali moštvi Daimler-Motoren-Gesellschaft in Daimler-Benz AG, kasneje pa še veliko število privatnih dirkačev. Skupno je dirkalnik nasopil na oseminšestdesetih dirkah, na katerih je dosegel osem zmag in še dvanajst uvrstitev na stopničke. Polovico zmag je dosegel Rudolf Caracciola, tudi na pomembnih dirkah Eifelrennen, Velika nagrada Nemčije in Avusrennen, vse v sezoni 1931, Manfred von Brauchitsch pa je z njim zmagal na dirki Avusrennen  1932. Ne samo, da na dirki Avusrennen 1933 ni bila dosežena tretja zaporedna zmaga dirkalnika SSK, v njem se je na prostem treningu še smrtno ponesrečil Otto Merz.